# Reducere Birch
Reacția Birch este o reacție organică utilizată în special în sinteza organică. A fost denumită după chimistul australian Arthur Birch, care a descoperit reacția în anul 1944, continuând lucrările început de Wooster și Godfrey, care au publicat primele rezultate în 1937. Reacția este utilizată pentru conversia compușilor aromatici derivați de benzen în 1,4-ciclohexadiene, fiind o reacție de reducere organică. Se realizează cu amoniac lichid și sodiu, litiu sau potasiu și un alcool, precum etanolul sau terț-butanolul.
Reducerea Birch a benzenului:
Reducerea Birch a naftalinei:
Au fost publicate câteva recenzii.

## Mecanism de reacție
Soluția de sodiu în amoniac lichid consistă în specii chimice de tipul [Na(NH3)x]+ e−, care prezintă o culoare albastră intensă. Electronii solvatați se adiționează la nucleul aromatic, când se obține un anion radical. Alcoolul adăugat în mediul de reacție oferă un proton anionului radical, dar și carbanionului din final (pentru majoritatea substratelor, amoniacul nu oferă un mediu suficient de acid).